# Johan Furhoff
Johan Furhoff (Hässelby, Stockholm, 7 juli 1969) is een Zweedse schaker. In oktober 2008 werd hij internationaal meester.
In april 2009 bereikte Furhoff een FIDE-rating van 2413.
Furhoff komt in de Elitserien uit voor Södra SASS.

## Resultaten
- In 1995 won hij het Kristallen KM Open in Stockholm
- In 2010 won hij het Salongerna Vårturnering in Stockholm